# Model de Gilbert
El model de Gilbert va ser desenvolupat per Dennis Gilbert com un medi per a una forma més efectiva de classificar les persones d'una societat per classes socials.

## Influències
Karl Marx creia que la classe social està determinada per la propietat (o no propietat) dels «mitjans de producció econòmica»: propietat de primeres matèries, terres de conreu, mines de carbó, fàbriques, etc. La seva teoria conté la idea d'una lluita entre dues classes socials: la burgesia (els propietaris del capital) i el proletariat (els treballadors no propietaris).
Com Marx, Max Weber va estar d'acord en que la classe social es determina principalment sobre la base de la distribució desigual del poder econòmic i, per tant, de la distribució desigual d'oportunitats. També va veure que l'honor, l'estatus i el prestigi social eren factors clau per determinar a quina classe social pertanyien les persones. Els «estils de vida», com i on viu una persona i les escoles a les quals assisteix, són molt importants per determinar la classe social. Les «oportunitats de vida» també van determinar la classe social. Si una persona es converteix en un membre respectable de la societat, elevarà la seva classe social, les afiliacions als partits també poden influir en la classe social.

## Bases
Encara que les investigacions de Marx i Weber van ser preses en consideració en tractar de crear un medi efectiu d'estratificació social, no van ser ponderades de la mateixa manera. El model de Gilbert es basa en la suposició que l' estructura de classes es desenvolupa a partir del sistema econòmic com la teoria marxista, encara té molt més en comú amb la teoria més moderna de Weber que es referia al socialisme. L'aspecte que el marxisme pren en consideració en referir-se a l'economia és «el que una persona específica posseeix determina la seva classe», - un punt de vista capitalista-. Si un home és propietari d'una fàbrica, serà en una classe social més alta que algú que treballa en la fàbrica. En la teoria marxista, la classe mitjana no s'emfasitza ni es descriu, però està clarament present en el model de Gilbert. El model de Gilbert se n'enfoca més als ingressos en referir-se a com el sistema econòmic col·loca persones en classes. L'ingrés d'una persona està directament relacionat amb la preparació educativa d'una persona perquè una millor educació proporciona una millor lloc de treball que alhora eleva el seu nivell de classe. El model de Weber les idees del qual suggereixen que no és només l'aspecte econòmic el que determina la classe d'una persona en un sistema d'estratificació, sinó que també es basa en aspectes socials i polítics que ajuden a situar a les persones en la classe que representa adequadament la seva vida. Els tres factors principals que Gilbert va usar per proposar el seu model van ser els ingressos, l'educació i l'ocupació.

## Sis classes socials
Les sis classes socials que proporcionen la base per al model de Gilbert es determinen en la suposició de com l'estructura de classes es desenvolupa a partir del sistema econòmic. [3]

### Classe capitalista
(Més de 750,000 $, principalment d'actius). Encara que la classe capitalista és una classe molt petita de capitalistes súper rics en la part superior de la jerarquia, el seu impacte en l'economia i la societat va més enllà dels seus números. Aquestes persones contribueixen amb els seus diners als partits polítics i sovint són propietaris de diaris o cadenes de televisió. Tenen inversions que afecten a milions de persones en el treball. Tendeixen a associar-se només amb altres persones de la seva pròpia classe, rara vegada interactuen amb persones d'una classe inferior. També els seus fills acostumen a estar segregats assistint només a les escoles i universitats preparatòries més elitistes.

### Classe mitjana alta
(70,000 $ o més). La classe mitjana alta és el grup més format per l'educació formal en la societat. Per regla general, cal un títol universitari i cada vegada més, estudis de postgrau. La majoria de les persones en aquesta classe són tècnics, professionals, gerents, funcionaris i propietaris. Els nens en l'escola secundària s'esforcen per preparar-se per als treballs de la classe mitjana alta perquè aquest tipus de treballs són símbols d'èxit. Les persones de classe mitjana alta poden comprar símbols del seu estat, com a automòbils i llars. Estan convençuts que mereixen el que han aconseguit i, en general, estan satisfets d'haver aconseguit una part adequada del somni americà.

### Classe mitjana baixa
(Al voltant de 40,000 $). Per obtenir un treball de classe mitjana es necessita almenys un diploma d'escola secundària. Tanmateix, molts de la classe mitja han rebut algun tipus de capacitació addicional a més a més de la universitat. Els més educats es convertiran en semiprofessionals o tindran llocs de gerència de baix nivell. Les persones de vendes i artesans també s'inclouen en aquesta classe social. La majoria dels nord-americans es consideren de classe mitjana, també si realment no ho són. S'estima que realment prop d'un terç de la població és de classe mitjana.

### Classe treballadora
(Al voltant de 25,000 $). El nucli d'aquesta classe treballadora està format per operadors de màquines semi-qualificats. Empleats i venedors les feines dels quals són habituals i mecanitzades i no requereixen pràcticament cap habilitat més enllà de l'alfabetització. Breu capacitació en el treball també es pot considerar com a part d'aquesta classe. S'estima que aquesta classe inclou aproximadament un terç de la població.

### Classe treballadora pobra
(Menys de 20,000 $). La classe de treballadors pobres inclou treballadors no qualificats, persones en treballs de servei i alguns dels treballadors de fàbrica amb salaris més baixos. L'ingrés familiar es decideix sobre la quantitat de treballadors en la família i la quantitat de setmanes que treballen. La majoria dels adults no han acabat l'escola secundària. No es pot estalviar diners i, una vegada jubilats, els treballadors pobres depenen sobre manera de les seves pensions de seguretat social per viure.

### Subclasse
(Menys de 13,000 $). Aquestes persones estan subocupades. Pateixen de baixa educació, baix llocs de treballs, i / o baixos ingressos. Alguns no poden treballar a causa de la seva edat o poden tenir una discapacitat específica. Els temps difícils poden ampliar-se perquè pertanyen a un grup minoritari que pateix discriminació en el món del treball.
Encara que la jerarquia social és més òbvia als extrems, és molt més difícil pujar o baixar d'ells també. Les diferències entre les classes comencen a ésser borroses quan s'allunya d'un dels extrems i cap al centre, cap on estan les classes mitjanes i treballadora. És difícil obtenir una classificació precisa.